# Adam Yates (Radsportler)
Adam Richard Yates (* 7. August 1992  in Bury) ist ein britischer Radrennfahrer. Auch sein Zwillingsbruder Simon ist Radrennfahrer.

## Karriere
Gemeinsam mit seinem Zwillingsbruder Simon wuchs Adam Yates in Bury unweit von Manchester auf. Die beiden bestritten gemeinsam Straßenrennen in der Junioren-Klasse, ehe Adam im Jahr 2011 mit dem Aufstieg in die Klasse U23 nach Frankreich zog und für den Club UVCA Troyes fuhr. Er nahm unter anderen Rennen auch am An Post Rás teil und gewann den Prix de Vertus. Nach zwei Jahren wechselte er zum Club CC Étupes, der ebenfalls in Frankreich beheimatet war. Im August des Jahres 2013 wurde Adam Yates gemeinsam mit seinem Zwillingsbruder von dem britischen Nationalteam für die Tour de l’Avenir nominiert, die er hinter dem Spanier Rubén Fernández als Gesamtzweiter beendete. Am Ende des Jahres gingen die Yates-Brüder im Alter von 21 Jahren bei der Tour of Britain an den Start.

### Wechsel zu Orica GreenEdge

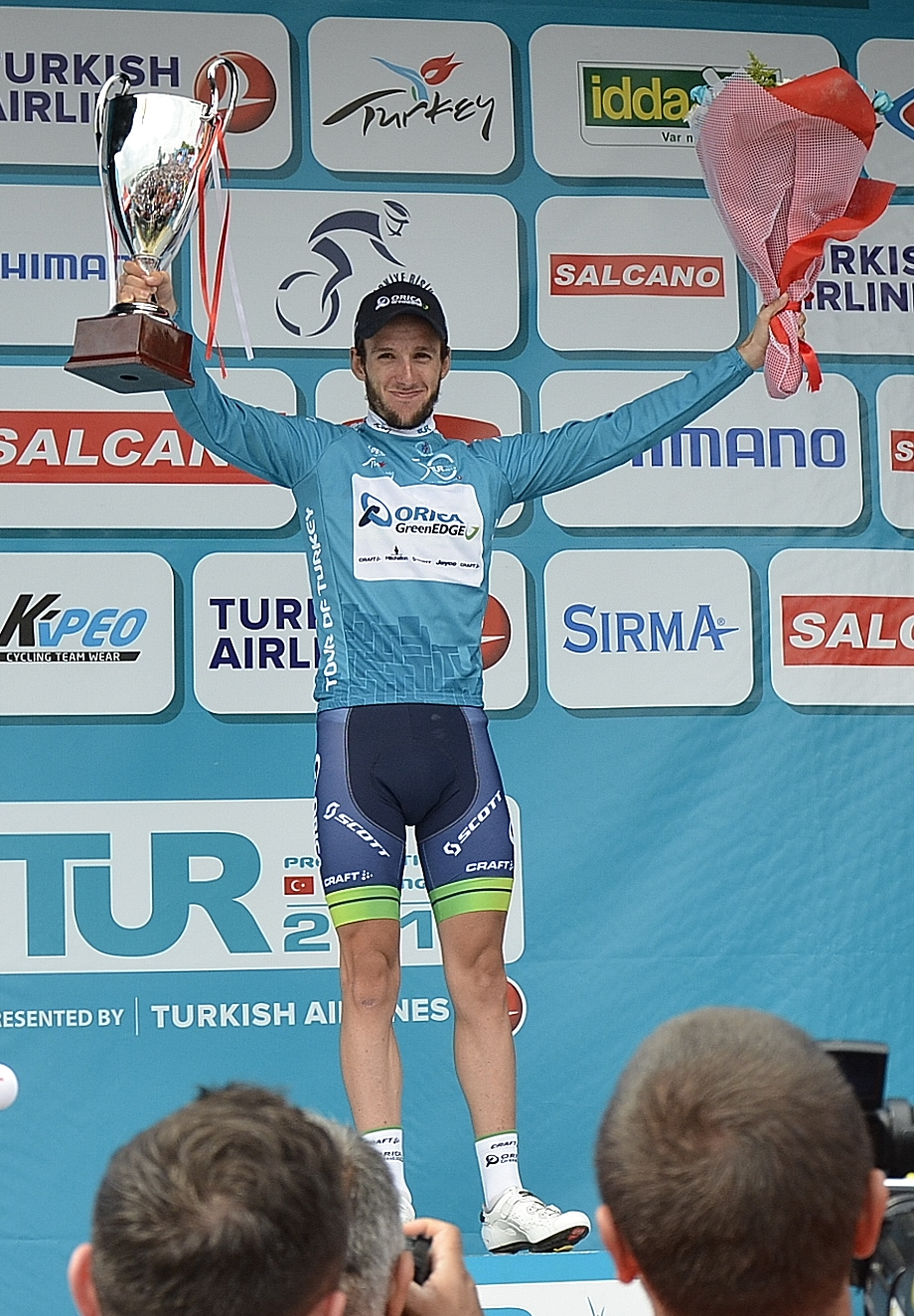
Adam Yates gewinnt die Gesamtwertung der Türkei-Rundfahrt

Im Jahr 2014 erhielten die beiden Yates-Brüder einen Vertrag beim australischen UCI WorldTeam Orica GreenEdge. Bereits im Jänner belegte Adam Yates bei der Tour de San Luis den elften Gesamtrang und sicherte sich damit den Sieg in der Nachwuchswertung. Wenige Monate später gewann er die Türkei-Rundfahrt im Alter von 21 Jahren nachdem er eine Bergankunft in Selcuk für sich hatte entscheiden können. Im Anschluss folgte der fünfte Platz bei der Kalifornien-Rundfahrt und der sechste Platz beim Critérium du Dauphiné, einem Etappenrennen der UCI WorldTour. Nachdem er den GP Industria & Artigianato für sich entschieden hatte, gab er gegen Ende der Saison bei der Vuelta a España 2014 sein Grand-Tour-Debüt und belegte schlussendlich den 82. Gesamtrang.
Im Frühjahr der Saison 2015 wurde Adam Yates Gesamtneunter der Fernfahrt Tirreno–Adriatico. Im Juli ging er erstmals bei der Tour de France an den Start und belegte den 50. Gesamtrang. Wenige Tage später folgte sein bis dahin größter Erfolg, als er mit der Clásica San Sebastián erstmals ein Rennen der UCI WorldTour gewann. Dabei profitierte der 22-jährige Brite jedoch vom Sturz des Führenden Greg Van Avermaet, der als Solist wenige Kilometer vor dem Ziel von einem Begleitmotorrad zu Fall gebracht worden war. Yates, der dachte die Ziellinie hinter einer Ausreißergruppe zu überqueren, jubelte damals nicht, ehe er im Ziel über seinen Sieg informiert wurde. Im September ging Adam Yates bei der Tour of Alberta an den Start und musste sich in der Gesamtwertung nur dem Niederländer Bauke Mollema um sieben Sekunden geschlagen geben. Er setzte sich jedoch in der Nachwuchswertung durch. Bei einem seiner letzten Saisonrennen, dem Grand Prix Cycliste de Montréal, unterlag er dem Belgier Tim Wellens im Zwei-Mann-Sprint.

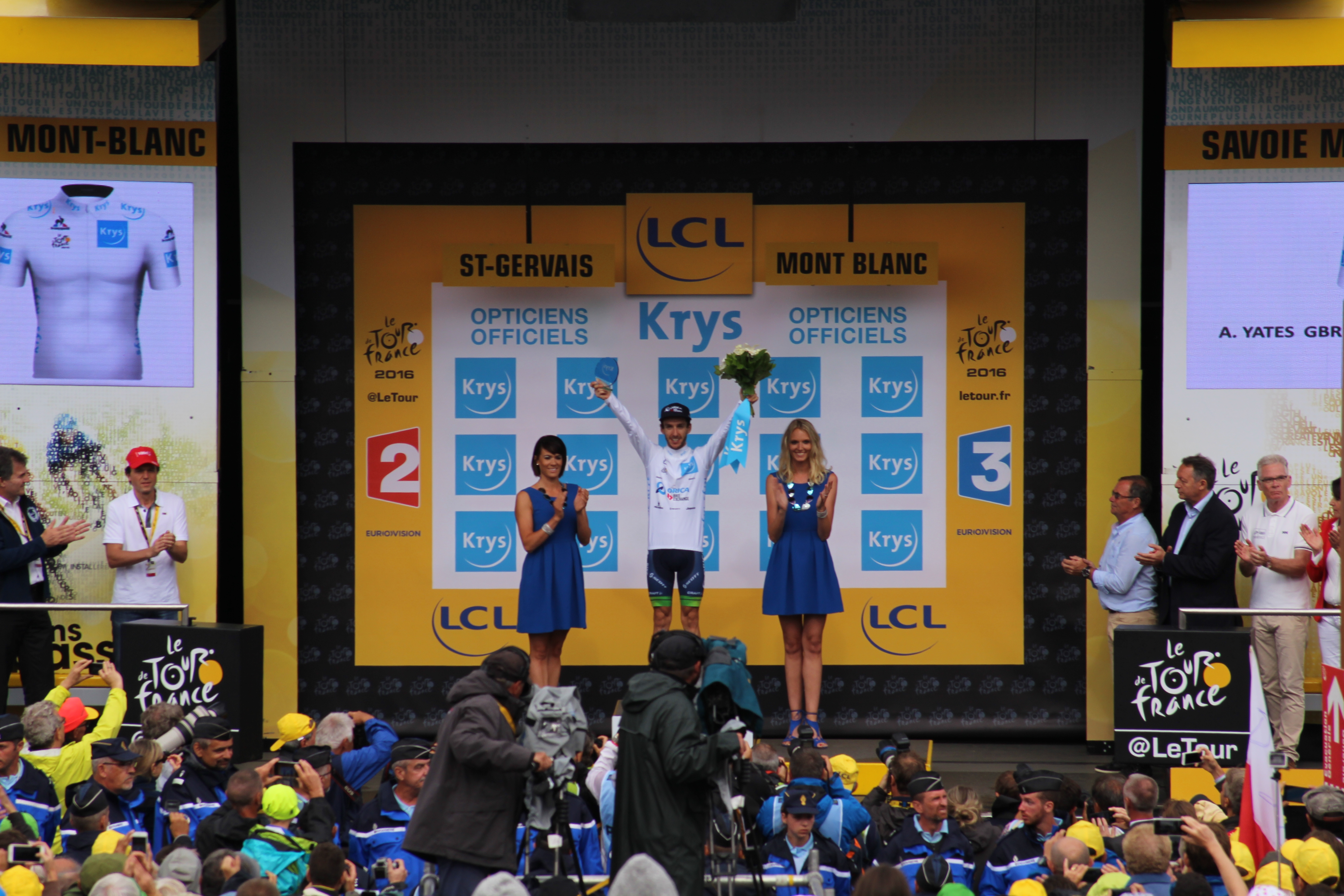
Adam Yates gewinnt die Nachwuchswertung der Tour de France 2016

Im Jahr 2016 fokussierte sich Adam Yates auf das Gesamtklassement der Tour de France. Als Vorbereitung beendete er die Tour de Yorkshire und das Critérium du Dauphiné in den Top 10 der Gesamtwertung. Bei der Tour hielt er sich auf den ersten Etappen schadlos und erreichte die Pyrenäen als 13. der Gesamtwertung, wobei er nur wenige Sekunden hinter den anderen Favoriten lag. Auf der ersten Bergetappe (7. Etappe) setzte er sich in der Schlussabfahrt des Col d’Aspin von den restlichen Gesamtklassement-Fahrern ab und konnte eine kleine Lücke herausfahren, ehe er auf dem letzten Kilometer von der kollabierenden 1-Kilometer-Marke zu Fall gebracht wurde. Nach einem Protest der Orica GreenEdge-Mannschaft, wurden dem Briten die verlorenen Sekunden zugesprochen, womit er in der Gesamtwertung auf den zweiten Rang vorrückte und das Weiße Trikot des besten Nachwuchsfahrers übernahm. Auf der 12. Etappe kam es zu einem ähnlichen Fauxpas als der Gesamtführende Chris Froome im Anstieg zum Mont Ventoux von einem stehenden Begleitmotorrad zu Fall gebracht wurde und den Berg zu Fuß ohne Rad erklomm. Adam Yates überquerte den Zielstrich mit einem Vorsprung von mehr als einer halben Minute und hätte so das Gelbe Trikot übernommen, doch nach einem Jury-Entscheid wurden die Zeiten zu einem früheren Zeitpunkt genommen, womit Chris Froome seine Gesamtführung behielt. Im Einzelzeitfahren der 13. Etappe rutschte Adam Yates auf den dritten Gesamtrang ab, ehe er nach der 19. Etappe auf den vierten Platz verdrängt wurde. Schlussendlich gewann er die Nachwuchswertung, wobei ihm nur 21 Sekunden auf einen Podiumsplatz fehlten. Am Ende der Saison ging Yates bei den Olympischen Spielen von Rio de Janeiro an den Start, wo er den 15. Platz belegte.
In der Saison 2017 fokussierte sich Adam Yates auf den Giro d’Italia, während sein Zwillingsbruder Simon die australische Mannschaft bei der Tour de France anführte. Im Frühjahr gewann er zum zweiten Mal den GP Industria & Artigianato, ehe er die Fernfahrt Tirreno–Adriatico auf dem zweiten Gesamtrang liegend mit Magenproblemen aufgeben musste. Nach Platz vier bei der Katalonien-Rundfahrt und Rang acht bei Lüttich–Bastogne–Lüttich, ging er als Kapitän beim Giro d’Italia 2017 an den Start und lag nach der ersten Bergankunft auf dem Ätna auf dem dritten Gesamtrang. Auf der 9. Etappe, die mit einer Bergankunft am Blockhaus endete, verlor er jedoch viel Zeit und rutschte auf den 16. Platz ab. In der anspruchsvollen letzten Woche verbesserte er sich auf den neunten Gesamtrang und beendete somit erneut eine Grand Tour unter den Top 10. Nach Platz fünf bei der Polen-Rundfahrt, ging Adam Yates auch bei der Vuelta a España an den Start, wo er als 34. jedoch keine Akzente setzen konnte. Am Ende der Saison musste er sich bei Mailand–Turin nur dem Kolumbianer Rigoberto Urán geschlagen geben.

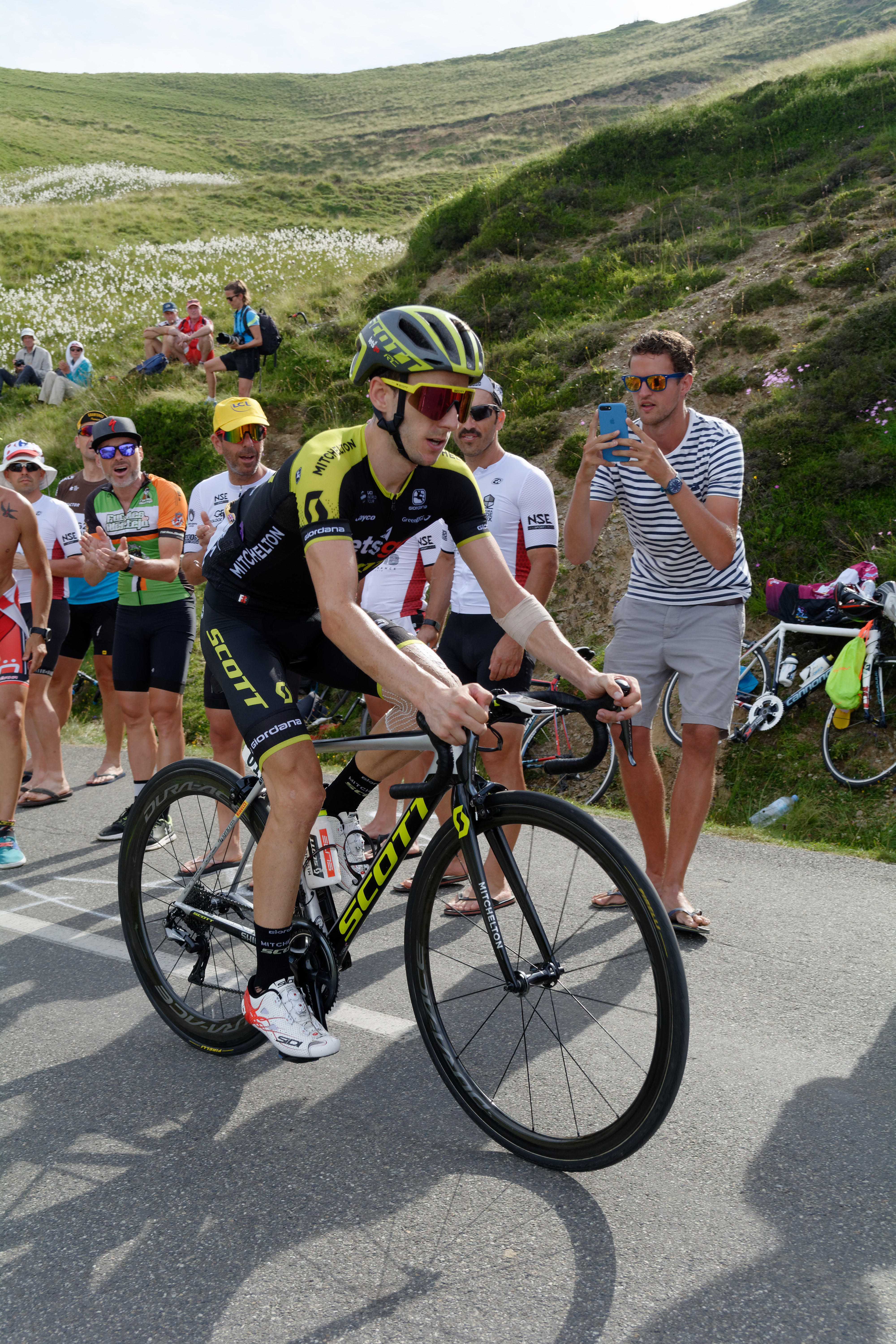
Adam Yates bei der Tour de France 2018

Im Frühjahr des Jahres 2018 gewann Adam Yates eine Etappe von Tirreno–Adriatico, wobei er sich vier Kilometer vor dem Ziel als Solist absetzte. Nachdem er erneut mit seinen Qualitäten als Gesamtklassement-Fahrer aufgezeigt hatte, brach er sich bei der Katalonien-Rundfahrt das Becken, konnte jedoch wenige Tage später wieder mit dem Training beginnen. In Vorbereitung auf seine dritte Tour de France wurde er hinter Geraint Thomas Gesamtzweiter des Criterium du Dauphine und gewann die abschließende Bergankunft in Le Bettex. Nachdem er bei der Tour de France hinter seinen Erwartungen zurückgeblieben war, stellte er sich bei der Vuelta a España in die Dienste seines Zwillingsbruders Simon, der die Gesamtwertung der Spanien-Rundfahrt gewann.
Im Jahr 2019 startete Adam Yates mit einem Etappensieg bei der Valencia-Rundfahrt in die Saison. Bei Tirreno–Adriatico übernahm er auf der zweiten Etappe die Gesamtführung und musste diese erst im Abschlusszeitfahren an den Slowenen Primož Roglič abgeben, der die Fernfahrt mit einem Vorsprung von einer Sekunde für sich entschied. Bei der nachfolgenden Katalonien-Rundfahrt musste sich Yates um 14 Sekunden dem Kolumbianer Miguel Ángel López geschlagen geben, feierte in Vallter 2000 jedoch einen weiteren Etappensieg. Im Anschluss war er auch auf der anspruchsvollen Abschlussetappe der Baskenland-Rundfahrt erfolgreich, ehe er sich bei Lüttich–Bastogne–Lüttich im Sprint um Platz drei nur knapp dem Deutschen Maximilian Schachmann geschlagen geben musste. In Vorbereitung auf die Tour de France bestritt er erneut das Critérium du Dauphiné und übernahm mit einem Etappensieg im Einzelzeitfahren der vierten Etappe das Gelbe Trikot. Dieses musste er am vorletzten Tag um acht Sekunden an den Dänen Jakob Fuglsang abgeben, bevor er auf der Abschlussetappe aufgrund von Magenbeschwerden frühzeitig vom Rad stieg. Bei der Tour de France 2019 verlor Adam Yates auf der ersten Bergetappe den Kontakt zu den anderen Gesamtklassement-Fahrern und belegte schlussendlich nur den 29. Gesamtrang. Am Ende der Saison gewann er die Gesamtwertung und Bergwertung des Cro Race, wobei er die Bergankunft in Platak für sich entschied. Zudem stand er als Dritter erneut auf dem Podium von Mailand–Turin.
Im Frühjahr der Saison 2020 ging Adam Yates bei der UAE Tour an den Start und gewann die erste Bergankunft auf dem Jebel Hafeet mit einer Minute Vorsprung vor dem Slowenen Tadej Pogačar. Zugleich übernahm er die Gesamtführung, ehe die Rundfahrt drei Tage später wegen der COVID-19-Pandemie und mehreren Infektionen abgebrochen wurde. Adam Yates wurde dennoch zum Sieger der Rundfahrt erklärt. Nach einer längeren Rennpause bestritt er das Critérium du Dauphiné, ehe er bei der in den September verschobenen Tour de France an den Start ging. Im Finale der 2. Etappe, die auf einem hügeligen Parcours um Nizza ausgetragen wurde, löste er sich gemeinsam mit Julian Alaphilippe und Marc Hirschi im Anstieg des Col des Quatre Chemins vom Hauptfeld, musste sich im Sprint des Trios jedoch mit dem dritten Platz begnügen. In der Gesamtwertung rückte er jedoch auf den zweiten Rang vor, ehe er nach der 5. Etappe erstmals das Gelbe Trikot überstreifen durfte, da der gesamtführende Julian Alaphilippe eine Zeitstrafe wegen unerlaubter Verpflegung erhalten hatte. Adam Yates verteidigte seine Gesamtführung auf der ersten Pyrenäen-Etappe, musste diese tags drauf jedoch an Primož Roglič abgeben und fiel auf den achten Gesamtrang zurück. Im Anschluss konnte er keine weiteren Akzente setzen und beendet seine fünfte Frankreich-Rundfahrt als Neunter.

### Wechsel zu den Ineos Grenadiers

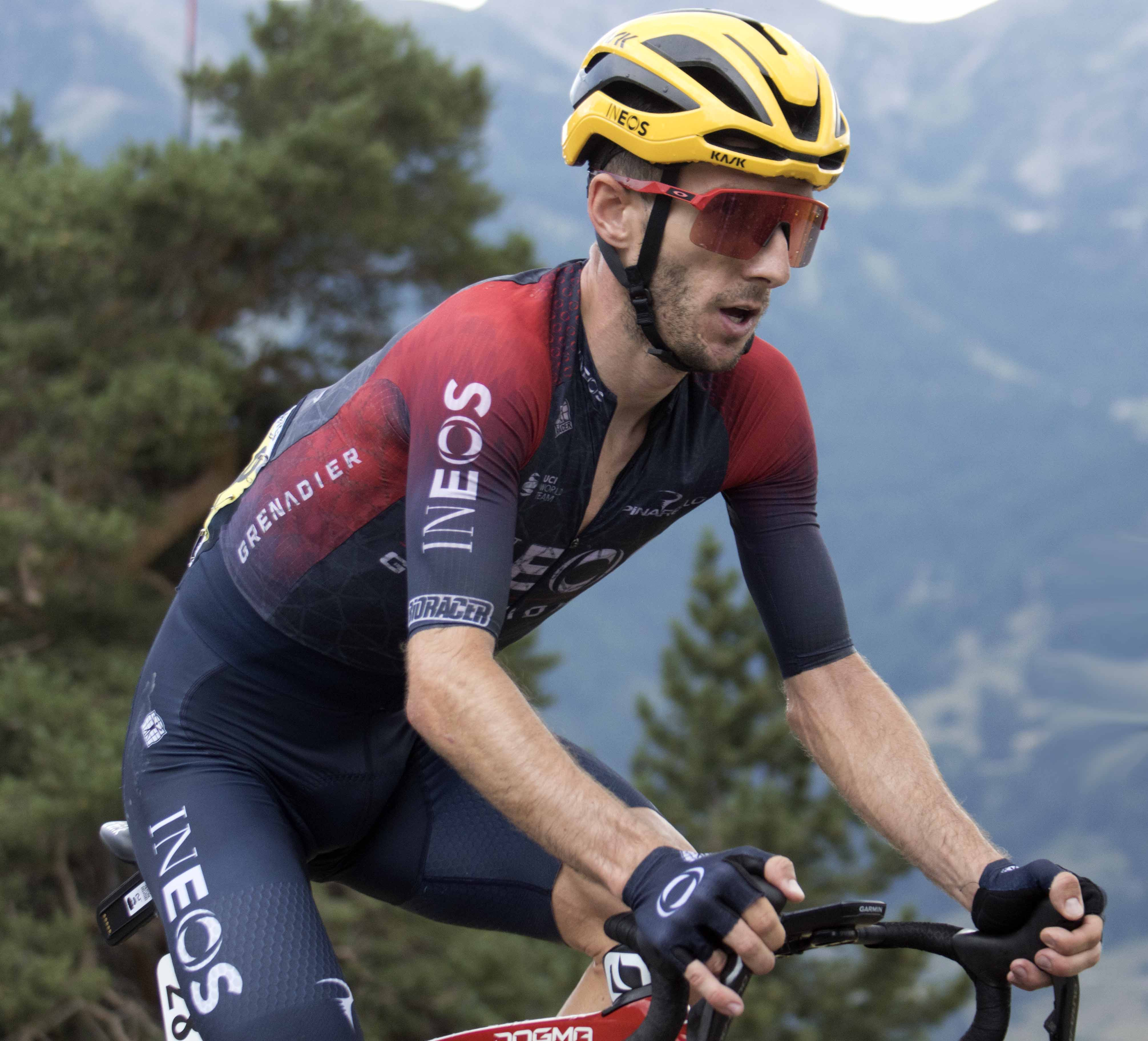
Adam Yates bei der Tour de France 2022

Nach sieben Jahren beim Team Mitchelton-Scott (ehemals Orica GreenEdge) wechselte Adam Yates im Jahr 2021 zu den Ineos Grenadiers. Sein Saison-Debüt gab er bei der UAE Tour, wobei er sich diesmal Tadej Pogačar geschlagen geben musste. Im März ging er bei der Katalonien-Rundfahrt an den Start und gewann nach einem Etappensieg in Vallter 2000 erstmals ein Etappenrennen der UCI WorldTour. Obwohl er die Baskenland-Rundfahrt als Gesamtfünfter beendete, bestritt er weder den Giro d’Italia noch die Tour de France und ging stattdessen nach den Olympischen Spielen von Tokio bei der Vuelta a España an den Start. Die Kapitänsrolle musste er sich jedoch mit dem Kolumbianer Egan Bernal teilen, der zuvor den Giro d’Italia gewonnen hatte. Adam Yates belegte schlussendlich den vierten Gesamtrang, wobei ihm letztlich etwas mehr als eine Minute auf den drittplatzierten Jack Haig fehlte. Am Ende der Saison wurde er zunächst Vierter des Giro dell’Emilia und Zweiter von Mailand–Turin, ehe er als Dritter bei der Lombardei-Rundfahrt erstmals auf einem Podium eines Monumet des Radsports stand.
Auch im Jahr 2022 ging Adam Yates bei der UAE Tour an den Start, wobei er sich erneut Tadej Pogačar geschlagen geben musste. Nach Platz vier bei Paris–Nizza, beendete er die Baskenland-Rundfahrt und Tour de Suisse vorzeitig, ehe er als Co-Leader an der Seite von Geraint Thomas bei der Tour de France 2022 an den Start ging. Bei dieser verhalf er seinem Teamkollegen zum dritten Gesamtrang und wurde selbst Neunter. Am Ende der Saison gewann er die Gesamtwertung der Deutschland Tour nachdem er die Bergankunft auf dem Schauinsland für sich hatte entscheiden können. Beim Grand Prix Cycliste de Montréal schaffte er den Sprung in die Spitzengruppe, musste sich jedoch mit dem vierten Rang begnügen. Wenige Tage später gab er seinen Wechsel zum UAE Team Emirates bekannt, wo er einen Zweijahresvertrag unterschrieben hatte.

### Wechsel zum UAE Team Emirates

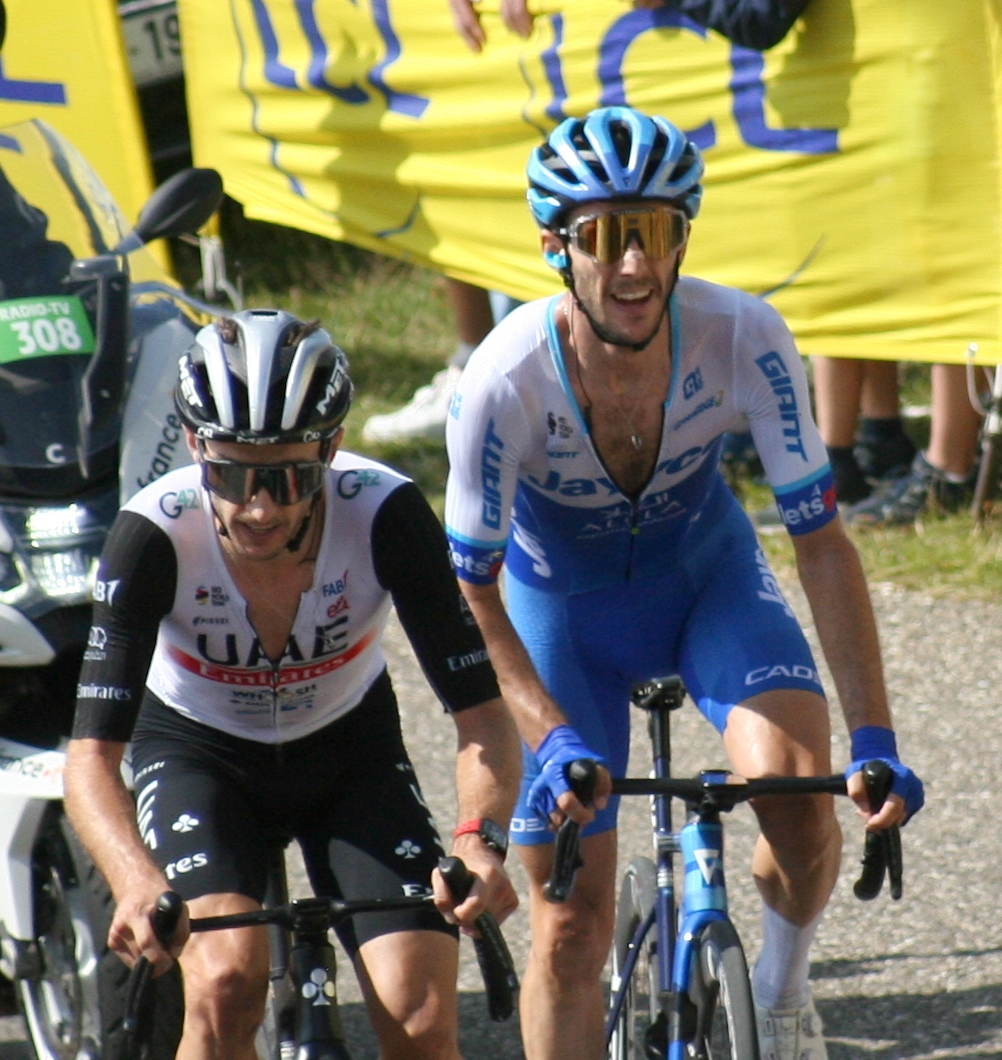
Adam Yates (links) und sein Zwillingsbruder Simon (rechts) bei der Tour de France 2023

Beim UAE Team Emirates nahm Adam Yates die Rolle eines Co-Leaders ein, wobei er sich stets in die Dienste von Tadej Pogačar stellte. Bei der UAE Tour gewann er in Abwesenheit des Slowenen die Finale Bergankunft auf dem Jebel Hafeet, wobei er sich in der Gesamtwertung mit Rang drei begnügen musste, da er im Seitenwind der Auftaktetappe viel Zeit verloren hatte. Nachdem er als Kapitän weder bei Tirreno–Adriatico, noch bei der Katalonien-Rundfahrt hatte überzeugen können, gewann er mit der Tour de Romandie seine zweite Rundfahrt der UCI WorldTour. Den Grundstein legte er dabei mit seinem Etappensieg in Thyon 2000, wo er das Gelbe Trikot von seinem Teamkollegen Juan Ayuso übernahm. In Vorbereitung auf die Frankreich-Rundfahrt bestritt Adam Yates das Criterium du Dauphine, wo er hinter Jonas Vingegaard den zweiten Gesamtrang belegte. Wenige Wochen später konnte er die Auftaktetappe der Tour de France in Bilbao gewinnen, bei welcher er seinen Bruder Simon auf den zweiten Platz verwies. Er trug das Gelbe Trikot für vier Tage und beendete die Rundfahrt hinter seinem Teamkapitän Tadej Pogačar als Gesamtdritter, womit er erstmals auf einem Podium einer Grand Tour stand. Nachdem er als Gesamtdritter die Bergwertung der Burgos-Rundfahrt für sich entschieden hatte, gewann er mit dem Grand Prix Cycliste de Montréal ein weiteres Eintagesrennen der UCI WorldTour. Die Lombardei-Rundfahrt beendete er am Ende der Saison als Sechster.
Zu Beginn des Jahres 2024 gewann er die Bergankunft der Oman-Rundfahrt am Jabal Al Akhdhar und fixierte zugleich den Gesamtsieg bei dem Etappenrennen. Bei der UAE Tour zog er sich bei einem Sturz eine Gehirnerschütterung zu und kehrte erst im April mit dem Giro di Abruzzo ins Fahrerfeld zurück. In Vorbereitung auf die Tour de France bestritt er die Tour de Suisse, bei der er zwei Bergankünfte gewann und sich so den Sieg in der Gesamtwertung sicherte. Weiters entschied er auch die Punktewertung und Bergwertung der größten Schweizer Rundfahrt für sich. Bei der Tour de France stellte er sich erneut in die Dienste von Tadej Pogačar, der seinen dritten Gesamtsieg feierte. Adam Yates selbst belegte den sechsten Gesamtrang und war somit hinter João Almeida nur der drittbeste Fahrer des UAE Team Emirates. Bei der Vuelta a España ging Adam Yates gemeinsam mit João Almeida als Co-Leader des UAE Team Emirates an den Start, wobei er zunächst auf der 4. Etappe eineinhalb Minuten auf die besten Gesamtklassement-Fahrer verlor und auf der 6. Etappe wegen eines Sturzes zwei weitere Minuten einbüßte. Auf der anspruchsvollen 9. Etappe, die durch die Sierra Nevada führte, ging er in die Ausreißergruppe, ehe er sich im Anstieg der Alto de Hazallanas von seinen Begleitern absetzte und die letzten 58 Kilometer als Solist absolvierte. Neben seinem Etappensieg konnte er wertvolle Zeit gut machen und lag vor dem ersten Ruhetag auf dem siebten Gesamtrang, wobei sein Rückstand auf den Gesamtführenden Ben O’Connor fünfeinhalb Minuten betrug. Im weiteren Rennverlauf konnte er seine Top-10-Platzierung jedoch nicht verteidigen und beendete die Vuelta a España auf dem 12. Gesamtrang.
Sein Sasion-Debüt 2025 gab Adam Yates erneut bei der der Oman-Rundfahrt, wo er die Gesamtwertung zum zweiten Mal in Folge für sich entschied. Obwohl er im Anschluss nur bedingt überzeugen konnte, ging er beim Giro d’Italia neben Juan Ayuso als Co-Leader des UAE Team Emirates-XRG an den Start. Er fiel jedoch rasch in die Helferrolle, als sein junger Teamkollege Isaac Del Toro auf der 9. Etappe das Rosa Trikot übernahm und beendete die Rundfahrt, die sein Zwillingsbruder Simon gewann, letztlich auf dem Zwölften Gesamtrang.

## Erfolge
2014
- Gesamtwertung und eine Etappe Presidential Cycling Tour of Turkey
- Gran Premio Industria e Artigianato

2015
- Clásica San Sebastián

2016
- Nachwuchswertung Tour de France

2017
- Gran Premio Industria e Artigianato

2018
- eine Etappe Tirreno–Adriatico
- eine Etappe Critérium du Dauphiné

2019
- eine Etappe Volta a la Comunitat Valenciana
- Mannschaftszeitfahren Tirreno–Adriatico
- eine Etappe Katalonien-Rundfahrt
- eine Etappe und Bergwertung Baskenland-Rundfahrt
- Gesamtwertung, eine Etappe und Bergwertung Kroatien-Rundfahrt

2020
- Gesamtwertung und eine Etappe UAE Tour

2021
- Gesamtwertung und eine Etappe Katalonien-Rundfahrt

2022
- Gesamtwertung und eine Etappe Deutschland Tour

2023
- eine Etappe UAE Tour
- Gesamtwertung und eine Etappe Tour de Romandie
- eine Etappe Tour de France
- Bergwertung Burgos-Rundfahrt
- Grand Prix Cycliste de Montréal

2024
- Gesamtwertung und eine Etappe Oman-Rundfahrt
- Gesamtwertung, zwei Etappen, Punktewertung und Bergwertung Tour de Suisse
- eine Etappe Vuelta a España

2025
- Gesamtwertung Oman-Rundfahrt

## Grand-Tour-Platzierungen
| Grand Tour            | 2014 | 2015 | 2016 | 2017 | 2018 | 2019 | 2020 | 2021 | 2022 | 2023 | 2024 | 2025 |
| --------------------- | ---- | ---- | ---- | ---- | ---- | ---- | ---- | ---- | ---- | ---- | ---- | ---- |
| Giro d’ItaliaGiro     | –    | –    | –    | 9    | –    | –    | –    | –    | –    | –    | –    | 12   |
| Tour de FranceTour    | –    | 50   | 4    | –    | 29   | 29   | 9    | –    | 9    | 3    | 6    | 24   |
| Vuelta a EspañaVuelta | 82   | –    | –    | 34   | 45   | –    | –    | 4    | –    | –    | 12   |      |